# Mastörsbådan
Mastörsbådan är en ö i Finland. Den ligger i Norra kvarken och i kommunen Vasa i den ekonomiska regionen  Vasa i landskapet Österbotten, i den västra delen av landet. Ön ligger omkring 12 kilometer väster om Vasa och omkring 380 kilometer nordväst om Helsingfors.
Öns area är 1 hektar och dess största längd är 150 meter i nord-sydlig riktning. Närmaste större samhälle är Vasa, 10,9 km öster om Mastörsbådan.